# Silvana Fachin Schiavi
Silvana Fachin Schiavi, altrimenti conosciuta semplicemente come Silvana Fachin (Socchieve, 10 luglio 1938), è una politica italiana.

## Biografia
Nata a Socchieve, in Carnia, nel 1938, si laureò nel 1960 in lingue e letterature straniere a Milano, per poi specializzarsi negli Stati Uniti d'America e nel Regno Unito, titoli di studio che le permisero, dal 1971, d'insegnare didattica delle lingue moderne all'università di Udine. 
Tra il 1987 e il 1992 fu deputata indipendente eletta col PCI (dal 1991 aderisce al PDS); in quegli anni presentò, assieme ad alcuni colleghi, la proposta di legge Norme in materia di tutela delle minoranze linguistiche.
Si occupò di educazione linguistica e del bilinguismo italiano-friulano e presiedette il comitato scientifico dell'Osservatorio regionale della lingua e della cultura friulane. Tradusse in friulano Aspettando Godot, col titolo Spietant Godò nel 1977 (ed. Clape Culturâl Aquilee).